# Megachile dimidiata
Megachile dimidiata är en biart som beskrevs av Smith 1853. Megachile dimidiata ingår i släktet tapetserarbin, och familjen buksamlarbin. Inga underarter finns listade i Catalogue of Life.